# 반포동
반포동(盤浦洞)은 서울특별시 강남지역 서초구에 있는 법정동이다. 잠원동, 방배동, 서초동과 접해 있다. 이전에는 강남구에 속해 있었으나 같은 강남 8학군인 서초구가 신설되면서 1988년 서초구 관할이 되었다. 반포3동은 법정동이 잠원동이다. 반포동 이름의 유래로는 반포동에 흐르는 개울이 서리서리 구비쳐 흐른다 하여 반포(蟠浦)로 하다가 한자 훈이 바뀌어 반포(盤浦)로 부르게 되었다. 또 하나의 설로는 홍수 피해를 입는 상수침수지역이므로 반포로 이름을 정하였다는 설이 있다.

## 시설
- 서울고속버스터미널 (경부선, 영동선)
- 센트럴시티 (호남선, 서해안선)
- 서울지방조달청
- 국립중앙도서관
- 가톨릭대학교 서울성모병원

## 지하철
- ● 수도권 전철 3호선
  - (대화 방면) ← 고속터미널역 → (오금 방면)
- ● 수도권 전철 4호선
  - (당고개 방면) ← 동작역 → (오이도 방면)
- ● 서울 지하철 7호선
  - (부평구청 방면) ← 고속터미널역 ↔ 반포역 ↔ 논현역 → (장암 방면)
- ● 서울 지하철 9호선
  - (개화 방면) ← 동작역 ↔ 구반포역 ↔ 신반포역 ↔ 고속터미널역 ↔ 사평역 ↔ 신논현역 → (중앙보훈병원 방면)

## 아파트
| 단지명              | 건설사                           | 시행사                                      | 주소                   | 입주              | 비고                                             |
| ------------------- | -------------------------------- | ------------------------------------------- | ---------------------- | ----------------- | ------------------------------------------------ |
| 아크로 리버파크     | 대림산업                         |                                             | 서초구 신반포로15길 19 | 2016년 8월        | 신반포1차 재건축                                 |
| 반포 래미안아이파크 | 삼성물산㈜ 건설부문 현대산업개발 |                                             | 서초구 서초중앙로 220  | 2018년 7월        | 서초한양 재건축                                  |
| 래미안 퍼스티지     | 삼성물산㈜ 건설부문              | 반포주공2단지 주택재건축정비사업조합        | 서초구 반포대로 275    | 2009년 7월        | 반포주공 2단지 재건축                            |
| 래미안 원베일리     | 삼성물산㈜ 건설부문              | 신반포3차·경남아파트 주택재건축정비사업조합 | 서초구 반포대로 333    | 2023년 8월        | 신반포3차·23차, 반포 경남, 반포우정에쉐르 재건축 |
| 래미안 원펜타스     | 삼성물산㈜ 건설부문              | 신반포15차 주택재건축정비사업조합           | 서초구 신반포로15길 1  | 2024년 6월        | 신반포15차 재건축                                |
| 래미안 트리니원     | 삼성물산㈜ 건설부문              |                                             |                        | 2026년 8월 (예정) | 반포주공1단지(3주구) 재건축                      |
| 반포자이            | 지에스건설㈜                     | 반포주공3단지 주택재건축정비사업조합        | 서초구 신반포로 270    | 2009년 3월        | 반포주공3단지 재건축                             |
| 반포 써밋           | 대우건설                         |                                             | 서초구 고무래로 89     | 2018년 9월        | 삼호가든 4차 재건축                              |
| 디에이치 라클라스   | 현대건설                         |                                             | 서초구 서초중앙로 206  | 2021년 6월        | 삼호가든 3차 재건축                              |